# (14387) 1990 QE5
A (14387) 1990 QE5 a Naprendszer kisbolygóövében található aszteroida. Henry E. Holt fedezte fel 1990. augusztus 25-én.

## Kapcsolódó szócikk
- Kisbolygók listája (14001–14500)